# مذبحة قبيا

خريطة سياسية للمنطقة عام 1953 تظهر موقع قبية ويهود

مذبحة قبية حدثت في ليلة ما بين 14 أكتوبر و15 أكتوبر من عام 1953 عندما قام جنود إسرائيليون تحت قيادة أرئيل شارون بمهاجمة قرية قبية الواقعة في الضفة الغربية (التي كانت حينها تحت السيادة الأردنية). قتل فيها 69 فلسطينيا، العديد منهم أثناء اختبائهم في بيوتهم التي تم تفجيرها. تم هدم 45 منزلا ومدرسةً واحدة ومسجدا.
شجب العملية مجلس الأمن الدولي بقرار 101، ووزارة الخارجية الأمريكية وتم تعليق المعونات الأمريكية لإسرائيل بشكل مؤقت.
أطلق الجيش الإسرائيلي عليها اسم «عملية شوشانة» (بالعبرية מבצע שושנה، تلفظ ميفتساع شوشانا) ونفذتها وحدتان: وحدة مظليين ووحدة 101 للقوات الخاصة.

## الأسباب
تعود أسباب المذبحة إلى عملية تسلل في 12 أكتوبر 1953 قام بها متسللون من الأردن إلى مستوطنة يهود، وقام المتسللون بإلقاء قنبلة داخل بيت ((كنياس)) قتلت الأم وولديها (18 شهر،4 سنوات) وأصيب الثالث بجروح ولاذ المتسللون بالفرار. في 14 أكتوبر أدانت لجنة الهدنة الإسرائيلية الأردنية الجريمة، ووعد جون غلوب قائد الفيلق العربي بالقبض على الفاعلين.
في 13 أكتوبر قرر دافيد بن غوريون مع حكومته (التي لم تحتو في حينها على وزير الخارجية موشيه شاريت) القيام بعملية انتقامية قاسية ضد قرية قبية، ومُرر بشكل مباشر إلى قسم العمليات والتنفيذ، وصدر الأمر إلى قيادة المنطقة العسكرية الوسطى التي أصدرت أوامر إلى الوحدة رقم 101 بقيادة الميجور اريئيل شارون وكتيبة المظليين رقم 890، ونص الأمر على:
«تنفيذ هدم وإلحاق ضربات قصوى بالأرواح بهدف تهريب سكان القرية من بيوتهم» (أرشيف الجيش الإسرائيلي 207/56/644)

## المذبحة

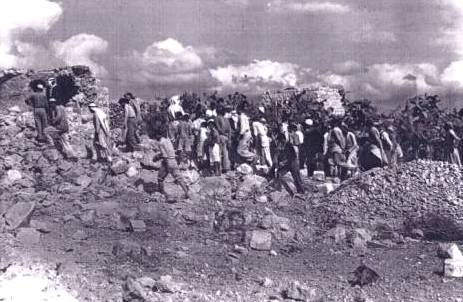
أهل قبية وآثار الهدم في القرية

في ليلة ما بين 14 أكتوبر و15 أكتوبر، تم قصف قرية بُدرس وقامت بعض خلايا الوحدة 101 إطلاق النار على قريتي شُقبا ونعلين، وتم في قبية هزم حفنة ضئيلة من الحرس الوطني، وأخذت الوحدة تتنقل من بيت إلى آخر في عملية حربية في منطقة مدنية، تم فيها قذف قنابل عبر الثغرات وإطلاق النار عشوائيا عبر الأبواب والنوافذ المفتوحة، وتم إطلاق النار على من حاول الفرار، بعد ذلك فجر المظليون خمسة وأربعين من بيوت القرية ومسجد وخزان مياه القرية. وتم قتل تقريبا 74 مواطنا غالبيتهم نساء وأطفال، ولم تقع إصابات في صفوف الجيش الإسرائيلي.

## ردود الفعل
- مجلس الأمن ندد بالعملية ورفض طلب إسرائيل إدانة «عمليات الإرهاب العربية».
- الولايات المتحدة علقت أمريكا إرسال منحة مساعدة خارجية كبيرة إلى إسرائيل.
- المملكة المتحدة أرسلت سلاحا لتقوية الحرس الوطني الأردني.
- جميع الصحف الإسرائيلية استخدمت عناوين حيادية عن عملية قبية ما عدا صحيفة كول هعام (صحيفة الحزب الشيوعي الإسرائيلي باللغة العبرية).
  - صحيفة هآرتس عنونة عن عملية المتسللين في مستوطنة يهود «قتل لمجرد القتل»
  - صحيفة يديعوت أحرنوت عنونة عن عملية المتسللين في مستوطنة يهود «ألقوا قنبلة على البيت ! الجميع قتلوا»
  - أنفردت صحيفة كول هعام بعنوان حاسم «ارتكاب عملية قتل جماعية في قرية قبية العربية» 16/10/1953، وأكدت على تسمية العملية بالمذبحة بخلاف جميع الصحف الإسرائيلية الأخرى التي أسمتها عملية أو نحوه.
  - صحيفة كول هعام في مقال افتت احي «ضد القتل: القتل الجماعي على أيدي إسرائيليين مسلحين جريمة رهيبة. دير ياسين جديدة»
  - صحيفة جيروزاليم بوست في مقال أفتتاحي «إسرائيل استخدمت الوسيلة المطلوبة».
  - في 19 أكتوبر وجه بن غوريون عبر راديو صوت إسرائيل خطابه أكد فيه «أن سكان الحدود هم من قام بالعملية وليس الجيش»
- أكد الجنرال فان بيتيكه كبير مراقبي الأمم المتحدة في تقريره إلى مجلس الأمن الدولي في 27 أكتوبر 1953 أن الهجوم كان مدبراً ونفذته قوات نظامية.
- ذكر شارون في مذكراته أن الجنود نبهوا أهل القرية وتفحصوا البيوت قبل تفجيرها.
- أدت مذبحة قبية إلى زيادة الاحتكاك بين الجيش الإسرائيلي والجيوش العربية التي أدت إلى حرب 56 بين إسرائيل ومصر بالإضافة إلى بريطانيا وفرنسا [وفقًا لِمَن؟].